# Phân phối (kinh tế)
Trong kinh tế học, phân phối là cách mà tổng sản lượng, thu nhập hoặc của cải được phân phối giữa các cá nhân hoặc giữa các yếu tố sản xuất (như lao động, đất đai và vốn). Trong lý thuyết chung về thu nhập quốc gia và sản phẩm quốc gia, mỗi đơn vị đầu ra tương ứng với một đơn vị thu nhập. Một cách sử dụng tài khoản quốc gia là để phân loại thu nhập nhân tố  và đo lường phần tương ứng của họ, như trong Thu nhập quốc dân. Nhưng, nơi tập trung vào thu nhập của người hoặc hộ gia đình, việc điều chỉnh tài khoản quốc gia hoặc các nguồn dữ liệu khác thường được sử dụng. Ở đây, tiền lãi thường dựa trên phần thu nhập sẽ lên trên cùng (hoặc dưới cùng) x phần trăm hộ gia đình, x phần trăm tiếp theo, v.v. (được xác định bởi các điểm cắt cách đều nhau, ví dụ như các nhóm) chúng (toàn cầu hóa, chính sách thuế, công nghệ, v.v.).

## Sử dụng mô tả, lý thuyết, khoa học và phúc lợi
Phân phối thu nhập có thể mô tả một yếu tố có thể quan sát được của một nền kinh tế. Yếu tố này đã được sử dụng như một đầu vào để kiểm tra các lý thuyết giải thích phân phối thu nhập, ví dụ lý thuyết vốn con người và lý thuyết phân biệt kinh tế (Becker, 1993, 1971).
Trong kinh tế học phúc lợi, một mức độ khả năng đầu ra khả thi thường được phân biệt với phân phối thu nhập cho những khả năng đầu ra đó. Nhưng trong lý thuyết chính thức về phúc lợi xã hội, các quy tắc phúc lợi xã hội để lựa chọn từ phân phối thu nhập và đầu ra khả thi là một cách thể hiện kinh tế học chuẩn tắc ở mức độ tổng quát cao.

## Lý thuyết phân phối tân cổ điển
Trong kinh tế tân cổ điển, cung và cầu của từng yếu tố sản xuất tương tác trong các thị trường yếu tố để xác định sản lượng cân bằng, thu nhập và phân phối thu nhập. Nhu cầu nhân tố lần lượt kết hợp mối quan hệ năng suất cận biên của yếu tố đó trong thị trường đầu ra. Phân tích không chỉ áp dụng cho vốn và đất mà còn phân phối thu nhập trên thị trường lao động.
Mô hình tăng trưởng tân cổ điển cung cấp một tài khoản về cách phân phối thu nhập giữa vốn và lao động được xác định trong các thị trường cạnh tranh ở cấp độ kinh tế vĩ mô theo thời gian với sự thay đổi công nghệ và thay đổi quy mô của nguồn vốn và lực lượng lao động. Nhiều phát triển gần đây về sự phân biệt giữa vốn con người và vốn vật chất và giữa vốn xã hội và vốn cá nhân đã làm sâu hơn các phân tích về phân phối.

## Số liệu thống kê
Vilfredo Pareto đề xuất phân phối thu nhập có thể được mô tả bằng luật quyền lực: hiện tại nó được gọi là phân phối Pareto.